# 蘭花骨螺
蘭花骨螺（学名：Marchia orchidiflorus）为骨螺科長芭蕉螺屬下的一个种。